# Harvest, Alabama
Harvest är en ort (CDP) i Madison County, i delstaten Alabama, USA. Enligt United States Census Bureau har orten en folkmängd på 5 281 invånare (2010) och en landarea på 31,9 km².